# Халактырское месторождение
Халактырское месторождение - титаномагнетитовое месторождение, расположенное на тихоокеанском побережье Камчатки, в 15 км к северо-востоку от Петропавловска-Камчатского.

## Физико-географическое положение
Расположено в 15 км от Петропавловска-Камчатского. Длина месторождения - 32 км, ширина - от 160 до 830 метров.

## История открытия и разработки
В 1960-м году установили, что пески на месторождении, имеют магнетит. После анализа почв, объём магнетита оценили в 2.78 млн тонн.
В 1964-м году отряд геологов Камчатского ТГУ, под руководством Махновского, очертил границы месторождения.
В 1965-66 годах поисково-разведочные работы продолжились. Запасы титаномагнетитовых песков оценили в приблизительно 6 млн тонн.
В 1968-70 годах на месторождении провели детальную разведку. Был произведён подсчёт запасов растворимого железа, их оценили в 5.2 млн тонн, двуокиси титана - в 0.85 млн тонн, пятиокиси ванадия — 63,8 тыс. тонн.
После развала СССР, в 2007 году, компания ООО «Стройсервис-ДВ» захотел разрабатывать участок, но в июле 2010-го у предприятия отозвали лицензию на разработку месторождения, ввиду отсутствия прогресса.
В конце 2013 года, компания ООО «СКН-НА» создала предприятие ООО «Петропавловск-Камчатский обогатительный комбинат». были проведены опытно‐промышленные испытания установки сепарации песков мощностью до 3 000 тонн песка в сутки. Получены положительные результаты разделения сырья на два продукта: титаномагнетитовый концентрат и строительный песок. Концентрат железистого песка составил 46 %. 
В 2015 году, участок "Южнохалактырский" Халактырского месторождения, купил "Нанотех" за 13 млн рублей
В 2016 году территориальной комиссией по разработке месторождений полезных ископаемых согласован проект опытно-промышленной разработки титаномагнетитовых песков Халактырского месторождения. 
В период с 2015 по 2019 годы в пределах проданного участка Халактырского месторождения титаномагнетитовых песков проводились разведочные работы.